# فرمول جمع سرعت

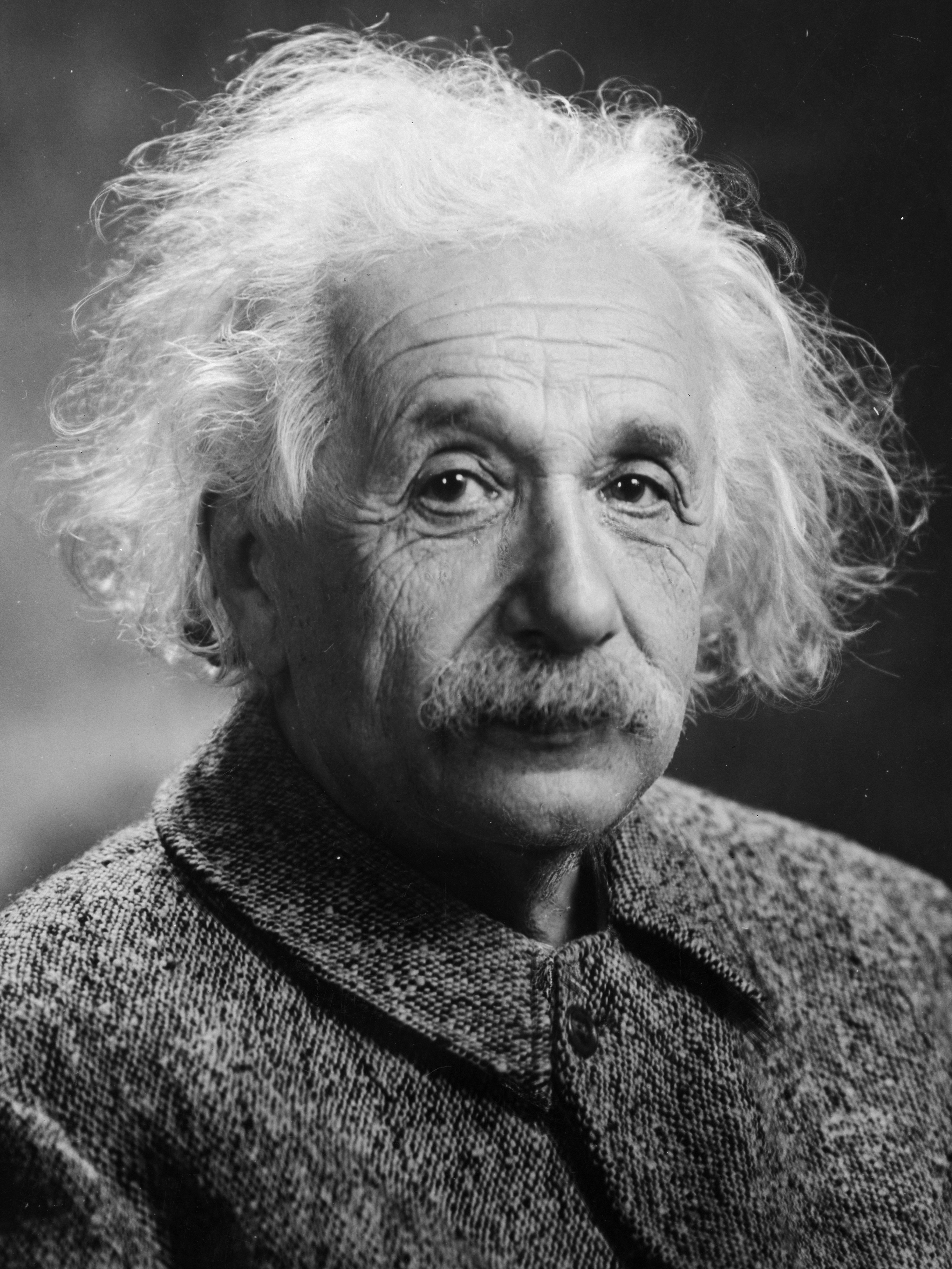
اینشتین نسبیت خاص را فرمول بندی کرد و نشان داد که سرعت نسبی فقط یک جمع برداری ساده نیست

در فیزیک نسبیتی فرمول جمع سرعت یک معادله سه‌بعدی است که رابطه‌ی بین سرعت اشیا از دید ناظر دیگر در یک چارچوب مرجع دیگر را بیان می‌کند.

## نسبیت گالیله
وقتی یک جسم ثابت است (جسم A) و یک جسم (جسم B) با سرعت 'u نسبت به A حرکت می‌کند و جسمی دیگر(جسم C) با سرعت v نسبت به B حرکت کند سرعت C نسبت به A این‌گونه به دست می‌آید: {\displaystyle \mathbf {u} =\mathbf {v} +\mathbf {u'} }

## نسبیت خاص
در نسبیت خاص می‌دانیم چون B نسبت به A حرکت دارد زمان برای او متفاوت نسبت به A می‌گذرد و معادلات دیگر به شکل تبدیلات گالیله نیست و معادله به شکل مقابل در می‌آید: {\displaystyle u={v+u' \over 1+(vu'/c^{2})}}
معادله بالا به صورت مقابل می‌تواند نوشته شود: {\displaystyle {c-u \over c+u}=\left({c-u' \over c+u'}\right)\left({c-v \over c+v}\right)}